# Europeiska utrikestjänsten

Europeiska utrikestjänstens logotyp.

Europeiska utrikestjänsten (engelska: European External Action Service, EEAS), formellt Europeiska avdelningen för yttre åtgärder, är Europeiska unionens organisation för yttre förbindelser med tredjeländer och andra internationella organisationer. Förenklat kan EEAS liknas vid ett utrikesdepartement.
Utrikestjänstens uppdrag är att bistå unionens höga representant för utrikes frågor och säkerhetspolitik i arbetet med den gemensamma utrikes- och säkerhetspolitiken. Detta inkluderar även unionens delegationer och ambassadörer.
EEAS inrättades den 1 december 2010. EEAS ersatte flera tidigare organ, däribland olika generaldirektorat underställda Europeiska kommissionen och Europeiska unionens råd. Utrikestjänsten har sitt säte i Bryssel, Belgien, i närheten av Europeiska kommissionens säte. Vid uppstarten uppgick budgeten till 10 miljoner euro och i början av 2012 hade utrikestjänsten över 1 500 anställda i Bryssel och över 2 000 anställda vid ambassader runt om i världen.

## Historia

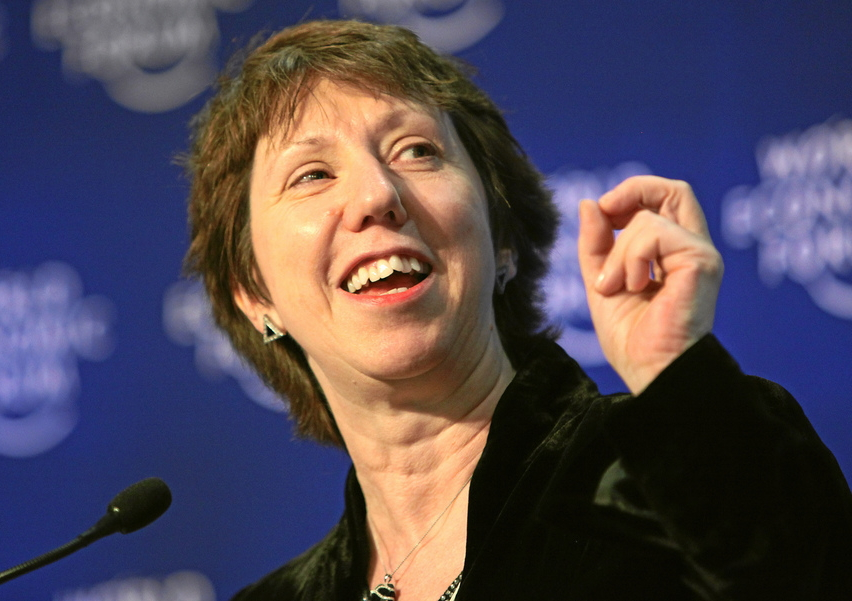
Catherine Ashton var hög representant mellan 2009 och 2014.

Europeiska utrikestjänsten bildades den 1 december 2010, ett år efter Lissabonfördragets ikraftträdande. Det var genom Lissabonfördraget som grunden lades för utrikestjänstens bildande. Syftet var att konsolidera och stärka den gemensamma utrikes- och säkerhetspolitiken inom unionen för att få en större roll på den globala arenan.
Genom Lissabonfördraget hade även en ny befattning i form av unionens höga representant för utrikes frågor och säkerhetspolitik inrättats. Den höga representanten leder utrikestjänsten och är vice ordförande i Europeiska kommissionen. Dessutom leder den höga representanten Europeiska unionens råd när det sammanträder om utrikes frågor.
Den 1 januari 2010 ändrades ”Europeiska kommissionens delegationer” till ”Europeiska unionens delegationer”. De erhöll samtidigt förstärkta diplomatiska rättigheter. Under de första åren efter sitt bildande kritiserades Europeiska utrikestjänsten och den höga representanten för att inte synas tillräckligt mycket. Det första stora framsteget för utrikestjänsten och den höga representanten på den internationella scenen var medlandet mellan Serbien och Kosovo, som ledde fram till ett avtal om ett normaliserande av förbindelserna mellan de två länderna den 19 april 2013.

## Sammansättning

### Centrala förvaltningen
Europeiska utrikestjänsten består av två delar, å ena sidan den centrala förvaltningen och å andra sidan unionens delegationer. Den centrala förvaltningen innefattar den verkställande generalsekreteraren, som har det övergripande ansvaret för utrikestjänsten och är direkt underställd den höga representanten. Den verkställande generalsekreteraren bistås av två ställföreträdande generalsekreterare.
Den centrala förvaltningen är organiserad i generaldirektorat. Detta innefattar generaldirektorat med särskilda geografiska enheter, ett generaldirektorat med ansvar för administrativa frågor, personalfrågor, budgetfrågor, säkerhets-, kommunikations- och informationssystemfrågor samt ett generaldirektorat för krishantering och planering, den civila planerings- och ledningskapaciteten, Europeiska unionens militära stab och Europeiska unionens lägescentral.

### Delegationer

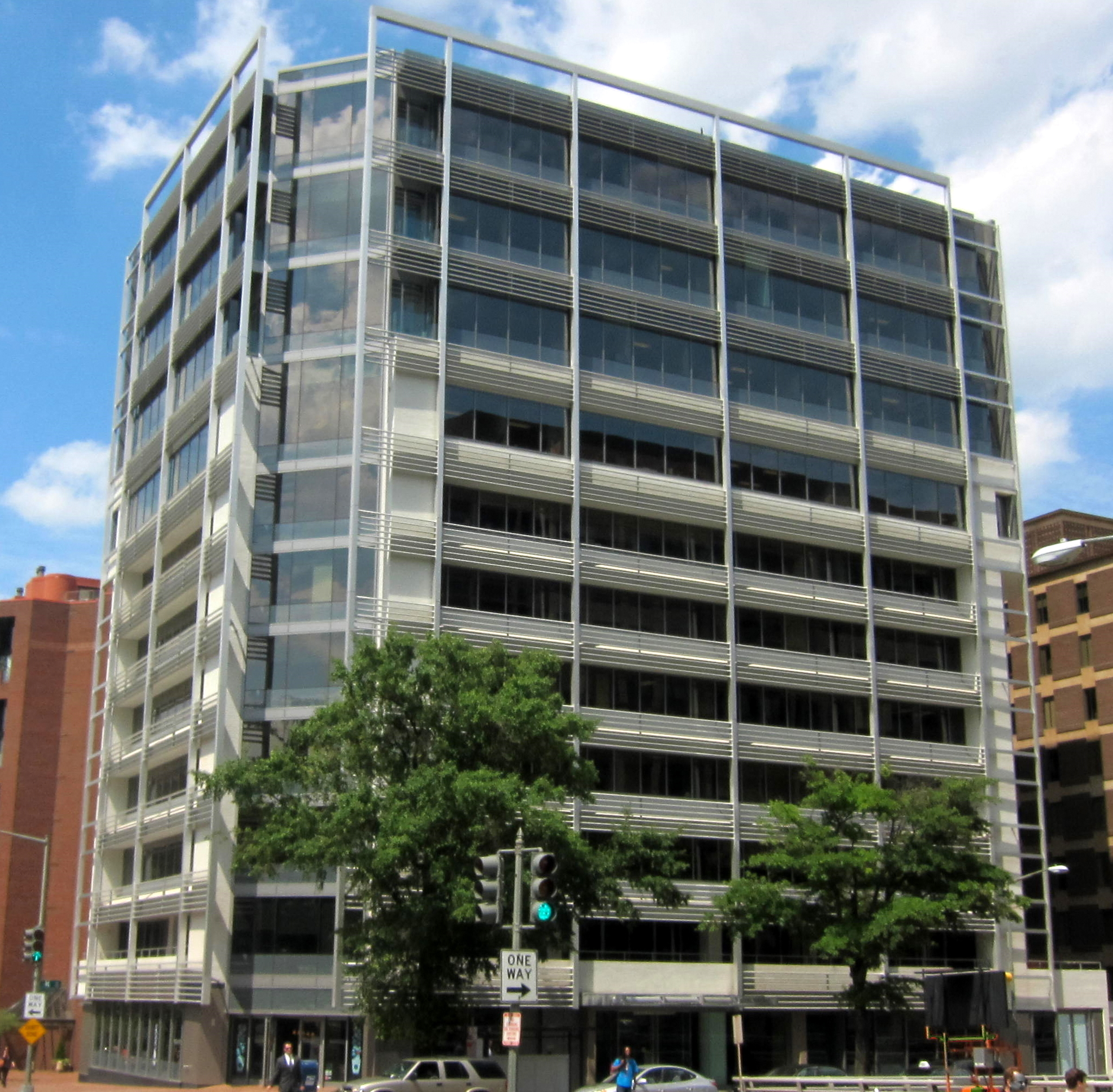
Unionens delegation hos USA.

Förutom den centrala förvaltningen består Europeiska utrikestjänsten även av alla delegationer runt om i världen. Innan Lissabonfördragets ikraftträdande den 1 december 2009 fanns inga delegationer för Europeiska unionen. Unionen var inte heller representerad i andra internationella organisationer och kunde inte sluta internationella avtal eftersom den inte var en egen juridisk person. Genom Lissabonfördraget blev unionen en juridisk person och dess yttre åtgärder stärktes.
Sedan 2010 ersattes därför Europeiska kommissionens delegationer runt om i världen med ”Europeiska unionens delegationer”. Varje delegation leds av en delegationschef som är direkt underställd den höga representanten. Det är den höga representanten som beslutar om att öppna eller stänga delegationer.
Delegationerna motsvarar medlemsstaternas ambassader, och har övertagit de befogenheter som tidigare tillhörde ambassaderna från den medlemsstat som för tillfället innehade ordförandeskapet i Europeiska unionens råd. Delegationerna har befogenhet att tala för unionen i frågor där det finns en gemensam ståndpunkt.

## Funktion och befogenheter

### Representation

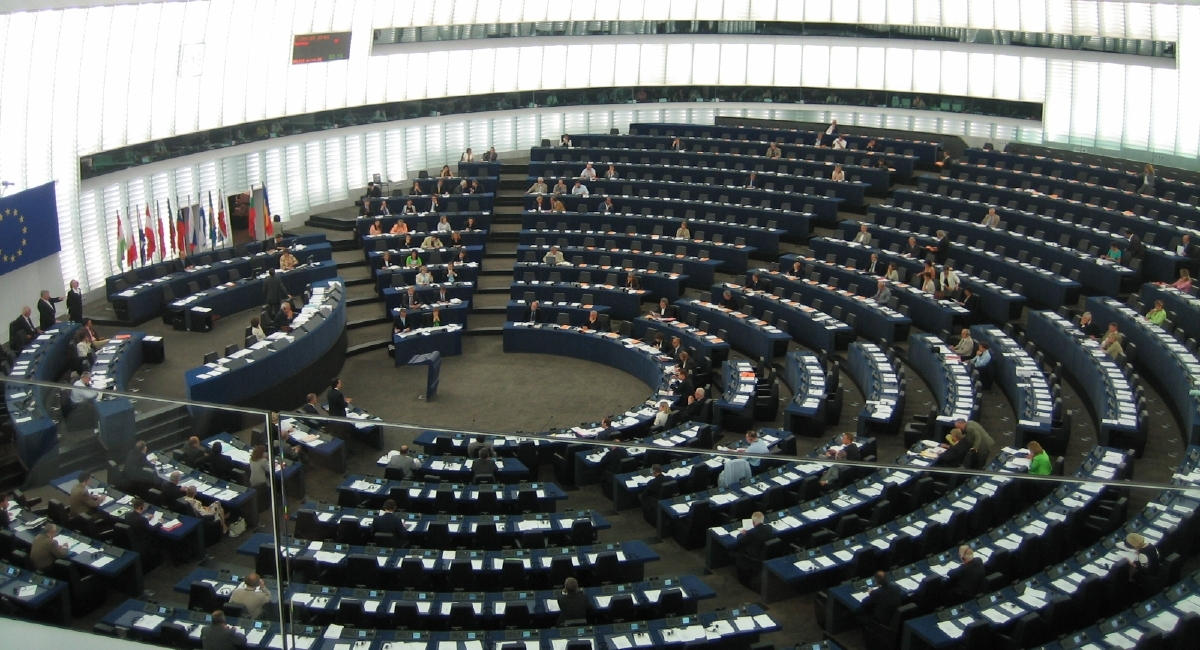
Delegationerna kan även bistå Europaparlamentet i sitt arbete.

Delegationerna, som utgör en integrerad del av utrikestjänsten, har som främsta uppgift att representera unionen i omvärlden. För att kunna göra detta samarbetar de även med de nationella ambassaderna som tillhör medlemsstaterna. Personalen vid en delegation har diplomatstatus.
Delegationschefen har befogenhet att representera unionen i den stat där delegationen är ackrediterad. Detta inkluderar särskilt att ingå avtal och att föra talan inför domstol.
Unionens delegationer har också möjlighet att bistå Europeiska unionens institutioner, däribland Europaparlamentet, i sina förbindelser med tredjeland eller internationell organisation.

### Rådsförberedelser

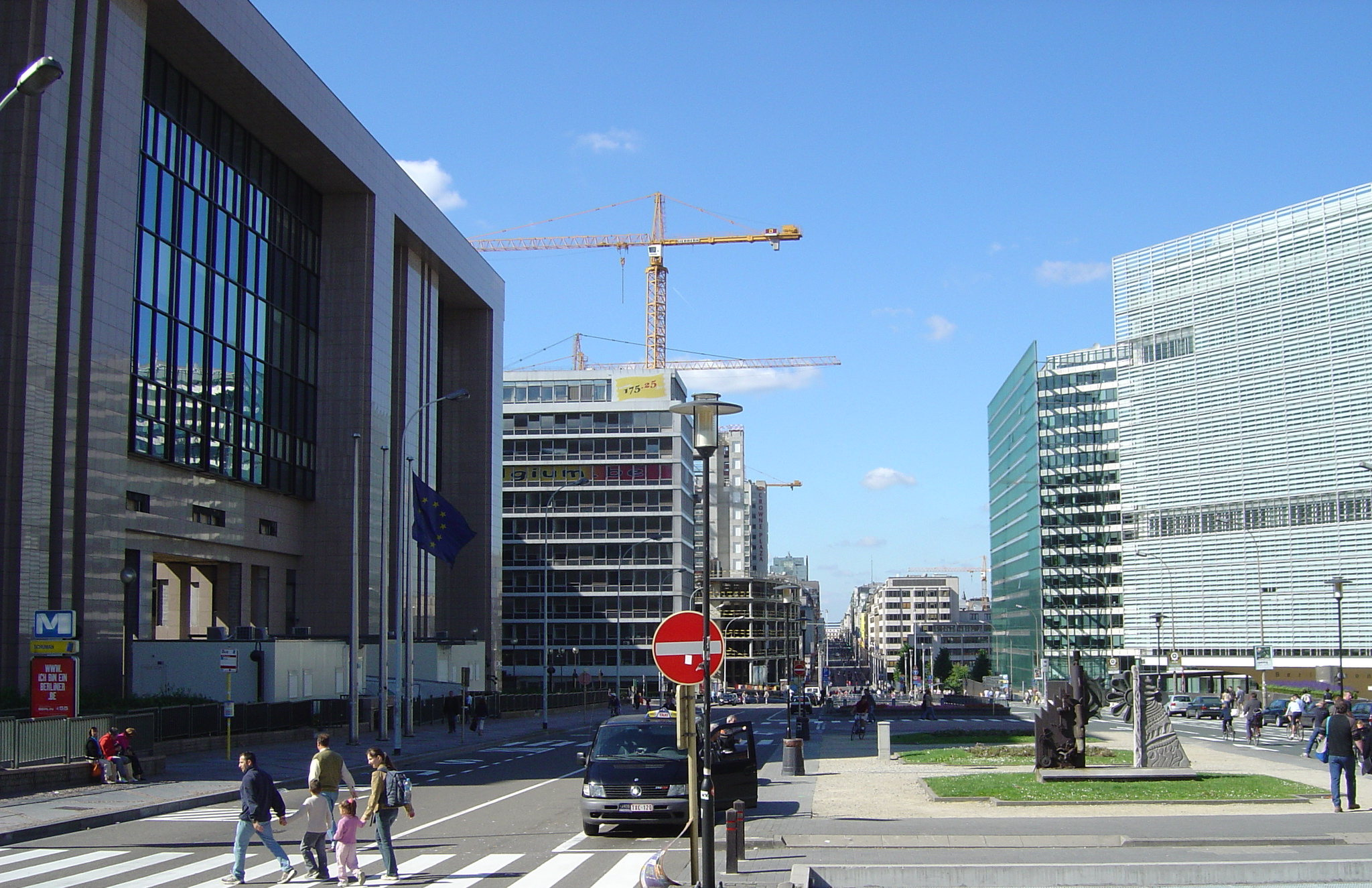
Rådets byggnad i Bryssel.

Europeiska unionens höga representant för utrikes frågor och säkerhetspolitik är inte bara unionens utrikesrepresentant och kommissionens vice ordförande, utan leder också rådet när det sammanträder i konstellationen för utrikes frågor. Till skillnad från de andra ledamöterna i rådet, det vill säga medlemsstaternas regeringsrepresentanter, saknar den höga representanten rösträtt.
Europeiska utrikestjänstens centrala förvaltning har till uppgift att bistå den höga representanten inför rådets sammanträden. Rådet för utrikes frågor hanterar inte enbart frågor som rör gemensamma utrikes- och säkerhetspolitiken, utan också andra frågor som ligger under unionens yttre åtgärder, till exempel handelspolitiken och humanitärt bistånd. Därför överlappar rådets ansvarsområden flera kommissionärers ansvarsområden, däribland den höga representantens.

## Säte
Europeiska utrikestjänstens säte ligger i Bryssel, Belgien. Det var länge ovisst i vilken byggnad utrikestjänstens centrala förvaltning skulle hålla till, men slutligen beslutades att den skulle förläggas till den så kallade Triangelbyggnaden (även känd som Axabyggnaden). Hyran beräknas till ungefär 12 miljoner pund per år. Innan flytten till Triangelbyggnaden var personalen spridd över åtta olika byggnader och hyran beräknades till 25 miljoner pund.
Från början förväntades utrikestjänsten ta över Charlemagnebyggnaden, som inrymde kommissionens generaldirektorat för yttre förbindelser. Den byggnaden ansågs emellertid för liten och ligga alltför nära generaldirektoratet för yttre förbindelser, vilket skulle strida mot bilden av utrikestjänsten som en självständig organisation. Catherine Ashton föredrog själv Lexbyggnaden, som tillhör rådet och redan var utrustad med de säkerhetsåtgärder som krävdes. Rådets personal i byggnaden ville dock inte flytta och därför valdes slutligen Triangelbyggnaden som säte för utrikestjänsten.